# Ван Цзяо (борчиня, 1994)
Ван Цзяо (кит.: 王娇); нар. 1994) — китайська борчиня вільного стилю, бронзова призерка чемпіонату Азії, срібна призерка Кубку світу.

## Життєпис
Ван Цзяо почала займатися боротьбою досить пізно. Лише у віці 13 років вона стала членом команди з боротьби у спортивній школі Янчжоу. Наприкінці 2008 року, лише після трохи більше року тренувань, її перевели до професійної команди, виявивши у неї сильний атлетичний талант. Вона все ж жалкує, що почала заняття так пізно, бо через це вона все ще поступається у техніці і досвіді від своєї ровесниці Чжоу Фен, основній суперниці у своїй ваговій категорії в Китаї, яка почала тренуватися раніше. Через це Ван Цзяо часто програє Чжоу Фен місце у збірній своєї країни.

## Спортивні результати на міжнародних змаганнях

### Виступи на Чемпіонатах Азії
| Змагання                       | Збірна | Вагова категорія          | Місце  |
| ------------------------------ | ------ | ------------------------- | ------ |
| Чемпіонат Азії з боротьби 2016 | КНР    | жіноча боротьба, до 69 кг | Бронза |

### Виступи на Кубках світу
| Змагання                    | Збірна | Вагова категорія | Місце  |
| --------------------------- | ------ | ---------------- | ------ |
| Кубок світу з боротьби 2017 | КНР    | команда          | Срібло |

### Виступи на інших змаганнях
| Змагання                                   | Збірна | Вагова категорія          | Місце  |
| ------------------------------------------ | ------ | ------------------------- | ------ |
| Золотий Гран-прі з боротьби 2016           | КНР    | жіноча боротьба, до 69 кг | 7      |
| Відкритий чемпіонат Польщі з боротьби 2017 | КНР    | жіноча боротьба, до 69 кг | Бронза |
| Відкритий чемпіонат Китаю з боротьби 2018  | КНР    | жіноча боротьба, до 68 кг | 4      |
| Кубок Канади з боротьби 2018               | КНР    | жіноча боротьба, до 72 кг | Золото |
| Відкритий чемпіонат Польщі з боротьби 2018 | КНР    | жіноча боротьба, до 68 кг | Бронза |
| Турнір Олександра Медведя 2018             | КНР    | жіноча боротьба, до 68 кг | Золото |